# Квінт Петілій Лібон Візол
Квінт Петі́лій Лібо́н Візо́л (лат. Quintus Poetelius Libo Visolus; V століття до н. е.) — політичний і державний діяч Римської республіки, децемвір 450-449 років до н. е.

## Біографія
Походив з патриціанського роду Петіліїв. Про батьків, дитячі і молоді роки відомостей не збереглося.
У 450 році до н. е. після утворення Другої колегії децемвірів для доповнення законодавства (лат. Decemviri Consulari Imperio Legibus Scribundis) увійшов до цього державного органу разом з Аппієм Клавдієм Крассом, Марком Корнелієм Малугіненом, Марком Сергієм Есквеліном, Луцієм Мінуцієм Есквіліном Авгуріном, Квінтом Фабієм Вібуланом, Титом Антонієм Мерендою, Цезоном Дуіллієм Лонгом, Спурієм Оппієм Корніценом і Манієм Рабулеєм. Разом з колегами склав 2 таблиці законів, що разом становили Закони Дванадцяти таблиць. Того ж року почалася війна з сабінами та еквами. Частина децемвірів виступила в похід, але римляни не зуміли досягти певної перемоги.
У 449 році до н. е. підтримав утримання влади за децемвірами в порушення законодавства. Разом з іншими колегами спирався на консервативну частину сенату, чим вони призвели до сильної опозиції не тільки плебсу, але й багатьох сенаторів. Після наруги голови другої колегії децемвірів Аппія Клавдія Красса над вільною жителькою Риму Вергінією й наступної сецесії плебсу на Священну гору, влада децемвірів впала. Квінта Петілія разом з іншими децемвірами Другої колегії було засуджено до конфіскації майна й вигнання з Риму. 
Подальша доля його з того часу невідома.